# Salviac
Ne doit pas être confondu avec Pierre Salviac.
Salviac est une commune française, située dans l'ouest du département du Lot, en région Occitanie.
Elle est également dans la Bouriane, une région naturelle sablonneuse et collinaire couverte de forêt avec comme essence principale des châtaigniers.
Exposée à un climat océanique altéré, elle est drainée par le Céou, le ruisseau de l'Ourajoux, le ruisseau de Luziers, le ruisseau de Palazat et par deux autres cours d'eau. Incluse dans le bassin de la Dordogne, la commune possède un patrimoine naturel remarquable composé d'une zone naturelle d'intérêt écologique, faunistique et floristique.
Salviac est une commune rurale qui compte 1 218 habitants en 2022, après avoir connu un pic de population de 2 736 habitants en 1806. Elle fait partie de l'aire d'attraction de Gourdon. Ses habitants sont appelés les Salviacois ou  Salviacoises.

## Géographie
Le territoire de la commune de Salviac est situé dans la Bouriane. Sa localité chef-lieu se trouve sur le Céou (ruisseau de Luziers affluent de l'Ourajoux) et sur la route nationale 673 entre Cazals et Gourdon

### Communes limitrophes
Salviac est limitrophe de huit autres communes, dont trois dans le département de la Dordogne. À l'ouest, le territoire de Campagnac-lès-Quercy est limitrophe sur moins de 200 mètres.
Les communes limitrophes sont  Campagnac-lès-Quercy, Cazals, Dégagnac, Florimont-Gaumier, Gindou, Léobard, Marminiac et Saint-Aubin-de-Nabirat.
| Florimont-Gaumier (Dordogne)    | Saint-Aubin-de-Nabirat (Dordogne) | Léobard  |
| Campagnac-lès-Quercy (Dordogne) | Salviac                           |          |
| Marminiac, Cazals               | Gindou                            | Dégagnac |

### Climat
Pour des articles plus généraux, voir Climat de l'Occitanie et Climat du Lot.
En 2010, le climat de la commune est de type climat océanique altéré, selon une étude s'appuyant sur une série de données couvrant la période 1971-2000. En 2020, Météo-France publie une typologie des climats de la France métropolitaine dans laquelle la commune est toujours exposée à un climat océanique altéré et est dans la région climatique Aquitaine, Gascogne, caractérisée par une pluviométrie abondante au printemps, modérée en automne, un faible ensoleillement au printemps, un été chaud (19,5 °C), des vents faibles, des brouillards fréquents en automne et en hiver et des orages fréquents en été (15 à 20 jours).
Pour la période 1971-2000, la température annuelle moyenne est de 13,2 °C, avec une amplitude thermique annuelle de 15,3 °C. Le cumul annuel moyen de précipitations est de 906 mm, avec 11,4 jours de précipitations en janvier et 6,8 jours en juillet. Pour la période 1991-2020, la température moyenne annuelle observée sur la station météorologique la plus proche, située sur la commune de Gourdon à 11 km à vol d'oiseau, est de 13,1 °C et le cumul annuel moyen de précipitations est de 823,0 mm,. Pour l'avenir, les paramètres climatiques de la commune estimés pour 2050 selon différents scénarios d’émission de gaz à effet de serre sont consultables sur un site dédié publié par Météo-France en novembre 2022.

### Milieux naturels et biodiversité

#### Espaces protégés
La protection réglementaire est le mode d’intervention le plus fort pour préserver des espaces naturels remarquables et leur biodiversité associée,.
La commune fait partie de la zone de transition du bassin de la Dordogne, un territoire d'une superficie de 1 880 258 ha reconnu réserve de biosphère par l'UNESCO en juillet 2012,.

#### Zones naturelles d'intérêt écologique, faunistique et floristique

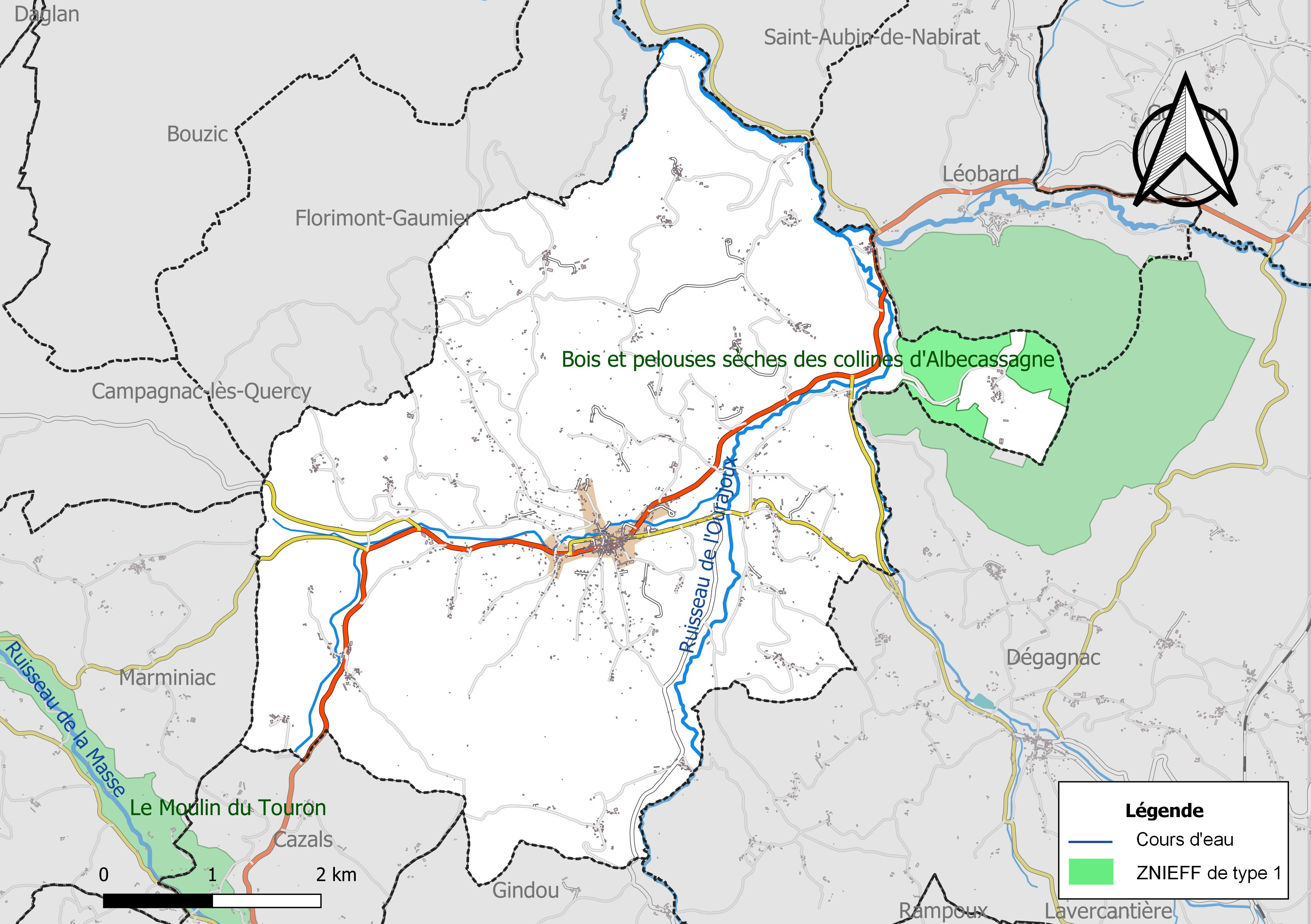
Carte de la ZNIEFF de type 1 localisée sur la commune.

L’inventaire des zones naturelles d'intérêt écologique, faunistique et floristique (ZNIEFF) a pour objectif de réaliser une couverture des zones les plus intéressantes sur le plan écologique, essentiellement dans la perspective d’améliorer la connaissance du patrimoine naturel national et de fournir aux différents décideurs un outil d’aide à la prise en compte de l’environnement dans l’aménagement du territoire.
Une ZNIEFF de type 1 est recensée sur la commune :
les « bois et pelouses sèches des collines d'Albecassagne » (643 ha), couvrant 3 communes du département.

## Urbanisme

### Typologie
Au 1er janvier 2024, Salviac est catégorisée commune rurale à habitat dispersé, selon la nouvelle grille communale de densité à sept niveaux définie par l'Insee en 2022.
Elle est située hors unité urbaine. Par ailleurs la commune fait partie de l'aire d'attraction de Gourdon, dont elle est une commune de la couronne,. Cette aire, qui regroupe 22 communes, est catégorisée dans les aires de moins de 50 000 habitants,.

### Occupation des sols
L'occupation des sols de la commune, telle qu'elle ressort de la base de données européenne d’occupation biophysique des sols Corine Land Cover (CLC), est marquée par l'importance des territoires agricoles (49,2 % en 2018), en diminution par rapport à 1990 (51,2 %). La répartition détaillée en 2018 est la suivante : 
forêts (46,9 %), zones agricoles hétérogènes (38,8 %), prairies (10,4 %), zones urbanisées (2,6 %), milieux à végétation arbustive et/ou herbacée (1,3 %). L'évolution de l’occupation des sols de la commune et de ses infrastructures peut être observée sur les différentes représentations cartographiques du territoire : la carte de Cassini (XVIIIe siècle), la carte d'état-major (1820-1866) et les cartes ou photos aériennes de l'IGN pour la période actuelle (1950 à aujourd'hui).

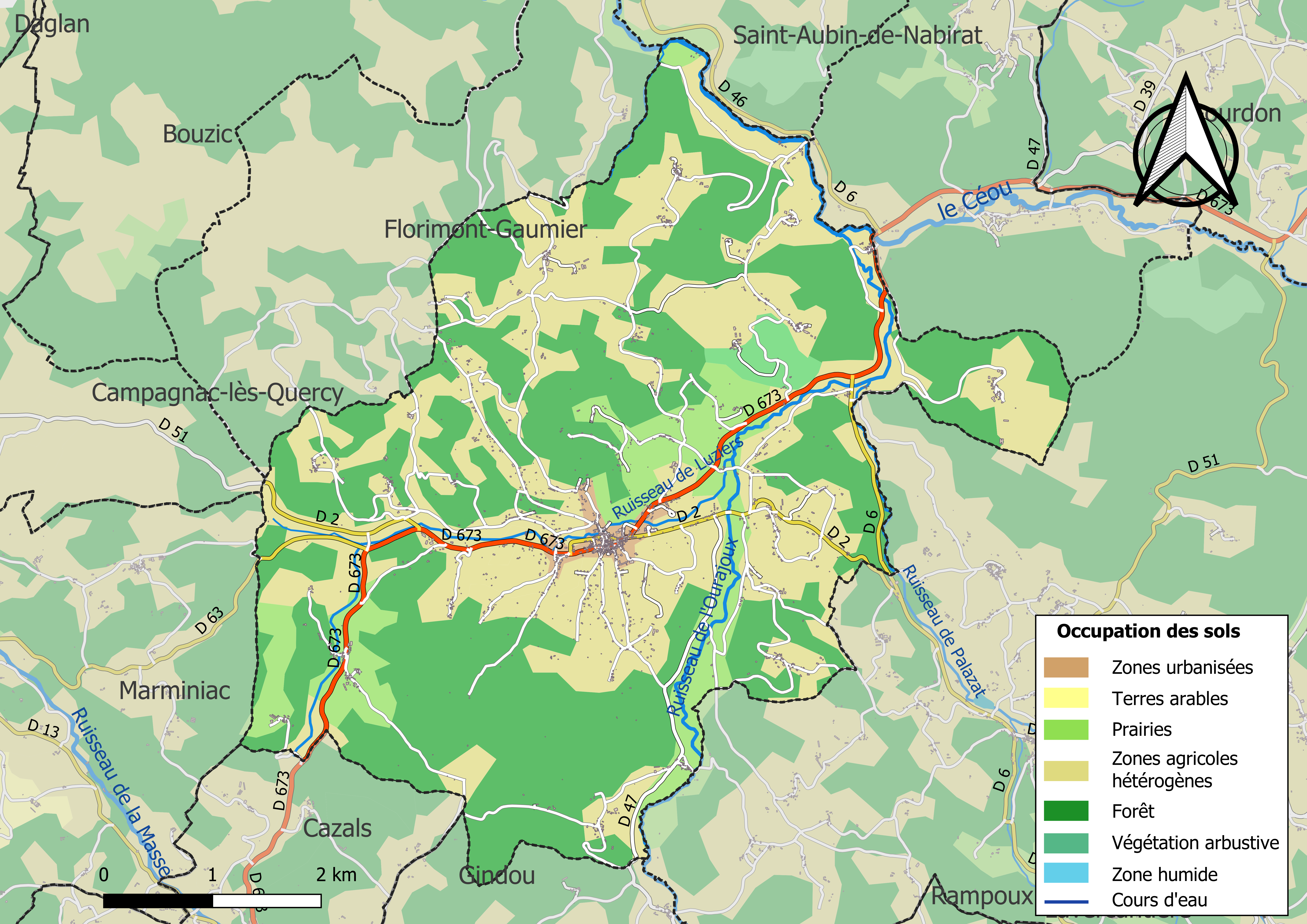
Carte des infrastructures et de l'occupation des sols de la commune en 2018 (CLC).

### Risques majeurs
Le territoire de la commune de Salviac est vulnérable à différents aléas naturels : météorologiques (tempête, orage, neige, grand froid, canicule ou sécheresse), inondations, feux de forêts, mouvements de terrains et séisme (sismicité très faible). Un site publié par le BRGM permet d'évaluer simplement et rapidement les risques d'un bien localisé soit par son adresse soit par le numéro de sa parcelle.
Certaines parties du territoire communal sont susceptibles d’être affectées par le risque d’inondation par débordement de cours d'eau, notamment le Céou et l'Ourajoux. La cartographie des zones inondables en ex-Midi-Pyrénées réalisée dans le cadre du XIe Contrat de plan État-région, visant à informer les citoyens et les décideurs sur le risque d’inondation, est accessible sur le site de la DREAL Occitanie. La commune a été reconnue en état de catastrophe naturelle au titre des dommages causés par les inondations et coulées de boue survenues en 1982, 1992, 1993, 1996 et 1999,.
Salviac est exposée au risque de feu de forêt du fait de la présence sur son territoire du massif Ouest. Un plan départemental de protection des forêts contre les incendies a été approuvé par arrêté préfectoral le 30 novembre 2015 pour la période 2015-2025. Les propriétaires doivent ainsi couper les broussailles, les arbustes et les branches basses sur une profondeur de 50 mètres, aux abords des constructions, chantiers, travaux et installations de toute nature, situées à moins de 200 mètres de terrains en nature
de bois, forêts, plantations, reboisements, landes ou friches. Le brûlage des déchets issus de l’entretien des parcs et jardins des ménages et des collectivités est interdit. L’écobuage est également interdit, ainsi que les feux de type méchouis et barbecues, à l’exception de ceux prévus dans des installations fixes (non situées sous couvert d'arbres) constituant une dépendance d'habitation.

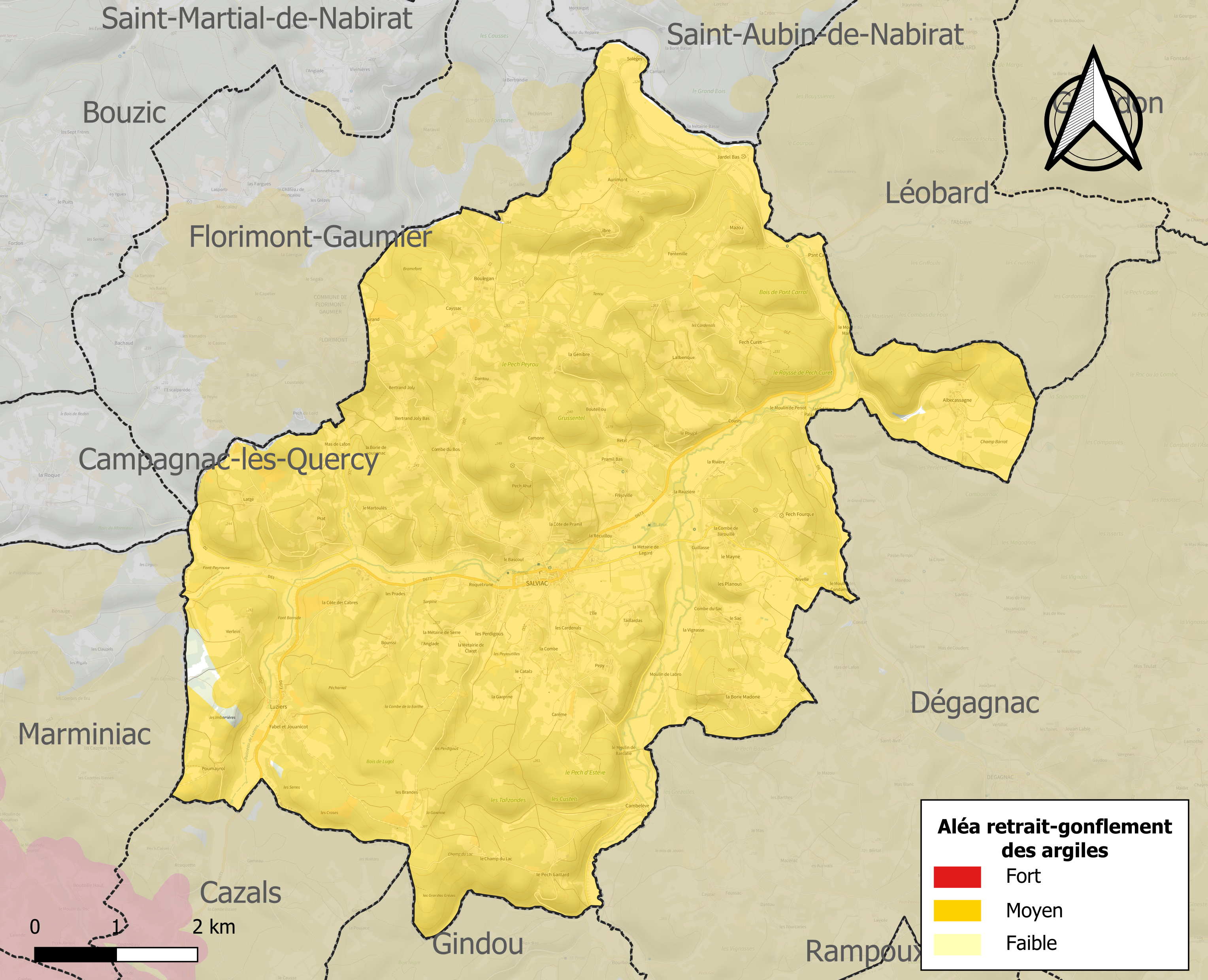
Carte des zones d'aléa retrait-gonflement des sols argileux de Salviac.

Les mouvements de terrains susceptibles de se produire sur la commune sont des affaissements et effondrements liés aux cavités souterraines (hors mines), des éboulements, chutes de pierres et de blocs, des glissements de terrain et des tassements différentiels. Par ailleurs, afin de mieux appréhender le risque d’affaissement de terrain, l'inventaire national des cavités souterraines permet de localiser celles situées sur la commune.
Le retrait-gonflement des sols argileux est susceptible d'engendrer des dommages importants aux bâtiments en cas d’alternance de périodes de sécheresse et de pluie. 99,1 % de la superficie communale est en aléa moyen ou fort (67,7 % au niveau départemental et 48,5 % au niveau national). Sur les 834 bâtiments dénombrés sur la commune en 2019, 834 sont en aléa moyen ou fort, soit 100 %, à comparer aux 72 % au niveau départemental et 54 % au niveau national. Une cartographie de l'exposition du territoire national au retrait gonflement des sols argileux est disponible sur le site du BRGM,.
Par ailleurs, afin de mieux appréhender le risque d’affaissement de terrain, l'inventaire national des cavités souterraines permet de localiser celles situées sur la commune.
Concernant les mouvements de terrains, la commune a été reconnue en état de catastrophe naturelle au titre des dommages causés par la sécheresse en 1989 et 2020 et par des mouvements de terrain en 1999.

## Toponymie
Le toponyme Salviac, d'origine gallo-romaine, est basé sur un anthroponyme Salvius. La terminaison -ac est issue du suffixe gaulois -acon (lui-même du celtique commun *-āko-), souvent latinisé en -acum dans les textes. Salviac désignait donc le domaine de Salvius.

## Histoire
Au début du XIVe siècle, Philippe de Jehan (ou Jean), banquier à Cahors, est seigneur de Saliva. Sa fille, Sibylle de Jehan (vers 1337-avant 1367) épouse Pierre de Cazeton (vers 1330- ), seigneur de Caneton.
Celui-ci épouse en secondes noces en 1367 Dauphine de Gourdon Saint-Cirq (1340- ), fille de Jean Ier de Gourdon Saint-Cirq, seigneur de La Popie (vers 1320-vers 1390) dont il a eu Fontanier de Cazeton.
Fontanier a épousé Marguerite de Pelegry, d'où Marguerite de Cazeton, dame de Salviac, de Saint-Germain et de Léobard.
Par le mariage de cette dernière en 1438 avec Raymond-Bernard IV de Durfort (1390-1448), baron de Boissières, seigneur de Clermont-Dessus, avec Marguerite de Cazeton, Salviac appartenant à la famille de Durfort-Boissières.
Elle l'est restée jusqu'à la Révolution.

## Politique et administration
La commune fait partie du Pays Bourian.

### Liste des maires
| Période                                  | Période   | Identité            | Étiquette | Qualité              |
| ---------------------------------------- | --------- | ------------------- | --------- | -------------------- |
| Les données manquantes sont à compléter. |           |                     |           |                      |
|                                          |           |                     |           |                      |
| 1979                                     | mars 2014 | Jean-Pierre Cabanel |           | Commerçant, retraité |
| mars 2014                                | mai 2020  | Alain Faucon        |           |                      |
| mai 2020                                 | En cours  | François Dols       |           |                      |

### Démographie
L'évolution du nombre d'habitants est connue à travers les recensements de la population effectués dans la commune depuis 1793. Pour les communes de moins de 10 000 habitants, une enquête de recensement portant sur toute la population est réalisée tous les cinq ans, les populations de référence des années intermédiaires étant quant à elles estimées par interpolation ou extrapolation. Pour la commune, le premier recensement exhaustif entrant dans le cadre du nouveau dispositif a été réalisé en 2008.

En 2022, la commune comptait 1 218 habitants, en évolution de +0,33 % par rapport à 2016 (Lot : +1,31 %, France hors Mayotte : +2,11 %).
| 1793  | 1800  | 1806  | 1821  | 1831  | 1836  | 1841  | 1846  | 1851  |
| ----- | ----- | ----- | ----- | ----- | ----- | ----- | ----- | ----- |
| 1 819 | 2 242 | 2 736 | 2 206 | 2 188 | 2 369 | 2 349 | 2 375 | 2 294 |

| 1856  | 1861  | 1866  | 1872  | 1876  | 1881  | 1886  | 1891  | 1896  |
| ----- | ----- | ----- | ----- | ----- | ----- | ----- | ----- | ----- |
| 2 272 | 2 222 | 2 255 | 2 204 | 2 159 | 2 132 | 1 997 | 1 867 | 1 830 |

| 1901  | 1906  | 1911  | 1921  | 1926  | 1931  | 1936  | 1946  | 1954 |
| ----- | ----- | ----- | ----- | ----- | ----- | ----- | ----- | ---- |
| 1 694 | 1 647 | 1 545 | 1 237 | 1 218 | 1 088 | 1 063 | 1 003 | 921  |

| 1962  | 1968 | 1975 | 1982 | 1990  | 1999  | 2006  | 2008  | 2013  |
| ----- | ---- | ---- | ---- | ----- | ----- | ----- | ----- | ----- |
| 1 034 | 972  | 896  | 855  | 1 003 | 1 076 | 1 186 | 1 217 | 1 204 |

| 2018  | 2022  | - | - | - | - | - | - | - |
| ----- | ----- | - | - | - | - | - | - | - |
| 1 208 | 1 218 | - | - | - | - | - | - | - |

## Économie

### Revenus
En 2018, la commune compte 535 ménages fiscaux, regroupant 1 094 personnes. La médiane du revenu disponible par unité de consommation est de 19 420 € (20 740 € dans le département).

### Emploi
|                | 2008  | 2013  | 2018   |
| -------------- | ----- | ----- | ------ |
| Commune        | 7,5 % | 10 %  | 11,5 % |
| Département    | 7,3 % | 8,9 % | 9,6 %  |
| France entière | 8,3 % | 10 %  | 10 %   |

En 2018, la population âgée de 15 à 64 ans s'élève à 624 personnes, parmi lesquelles on compte 70,7 % d'actifs (59,1 % ayant un emploi et 11,5 % de chômeurs) et 29,3 % d'inactifs,. En  2018, le taux de chômage communal (au sens du recensement) des 15-64 ans est supérieur à celui de la France et du département, alors qu'il était inférieur à celui de la France en 2008.
La commune fait partie de la couronne de l'aire d'attraction de Gourdon, du fait qu'au moins 15 % des actifs travaillent dans le pôle,. Elle compte 301 emplois en 2018, contre 316 en 2013 et 311 en 2008. Le nombre d'actifs ayant un emploi résidant dans la commune est de 380, soit un indicateur de concentration d'emploi de 79,1 % et un taux d'activité parmi les 15 ans ou plus de 43,4 %.
Sur ces 380 actifs de 15 ans ou plus ayant un emploi, 142 travaillent dans la commune, soit 37 % des habitants. Pour se rendre au travail, 83,7 % des habitants utilisent un véhicule personnel ou de fonction à quatre roues, 1,1 % les transports en commun, 7,6 % s'y rendent en deux-roues, à vélo ou à pied et 7,6 % n'ont pas besoin de transport (travail au domicile).

### Activités hors agriculture

#### Secteurs d'activités
117 établissements sont implantés  à Salviac au 31 décembre 2019. Le tableau ci-dessous en détaille le nombre par secteur d'activité et compare les ratios avec ceux du département,.
| Secteur d'activité                                                                                        | Commune | Commune | Département |
| Secteur d'activité                                                                                        | Nombre  | %       | %           |
| --- | ------- | ------- | ----------- |
| Ensemble                                                                                                  | 117     | 100 %   | (100 %)     |
| Industrie manufacturière, industries extractives et autres                                                | 13      | 11,1 %  | (14 %)      |
| Construction                                                                                              | 19      | 16,2 %  | (13,9 %)    |
| Commerce de gros et de détail, transports, hébergement et restauration                                    | 31      | 26,5 %  | (29,9 %)    |
| Information et communication                                                                              | 4       | 3,4 %   | (1,8 %)     |
| Activités financières et d'assurance                                                                      | 1       | 0,9 %   | (2,8 %)     |
| Activités immobilières                                                                                    | 4       | 3,4 %   | (3,5 %)     |
| Activités spécialisées, scientifiques et techniques et activités de services administratifs et de soutien | 26      | 22,2 %  | (13,5 %)    |
| Administration publique, enseignement, santé humaine et action sociale                                    | 9       | 7,7 %   | (12 %)      |
| Autres activités de services                                                                              | 10      | 8,5 %   | (8,7 %)     |

Le secteur du commerce de gros et de détail, des transports, de l'hébergement et de la restauration est prépondérant sur la commune puisqu'il représente 26,5 % du nombre total d'établissements de la commune (31 sur les 117 entreprises implantées  à Salviac), contre 29,9 % au niveau départemental.

#### Entreprises et commerces
Les trois entreprises ayant leur siège social sur le territoire communal qui génèrent le plus de chiffre d'affaires en 2020 sont : 
- Foies Gras Martegoute, autres commerces de détail en magasin non spécialisé (6 796 k€)
- Cabanel Et Fils, commerce de détail de viandes et de produits à base de viande en magasin spécialisé (835 k€)
- Maison Dussol, transformation et conservation de la viande de boucherie (339 k€)

### Agriculture
La commune est dans la « Bourianne », une petite région agricole occupant une partiede l'ouest du territoire du département du Lot. En 2020, l'orientation technico-économique de l'agriculture  sur la commune est la polyculture et/ou le polyélevage.
|               | 1988 | 2000 | 2010 | 2020 |
| ------------- | ---- | ---- | ---- | ---- |
| Exploitations | 60   | 44   | 23   | 16   |
| SAU (ha)      | 975  | 844  | 877  | 973  |

Le nombre d'exploitations agricoles en activité et ayant leur siège dans la commune est passé de 60 lors du recensement agricole de 1988  à 44 en 2000 puis à 23 en 2010 et enfin à 16 en 2020, soit une baisse de 73 % en 32 ans. Le même mouvement est observé à l'échelle du département qui a perdu pendant cette période 60 % de ses exploitations,. La surface agricole utilisée sur la commune est restée relativement stable, passant de 975 ha en 1988 à 973 ha en 2020. Parallèlement la surface agricole utilisée moyenne par exploitation a augmenté, passant de 16 à 61 ha.

## Culture locale et patrimoine

### Lieux et monuments
- Église Saint-Jacques-le-Majeur, du XIIe siècle et XIIIe siècle avec des vitraux de la nef du XVIe siècle. L'édifice a été classé au titre des monuments historiques en 1913[32],[33]. Plusieurs objets sont référencés dans la base Palissy[32].
- Église Saint-Denis de Luziers. L'édifice a été inscrit au titre des monuments historiques en 1989[34],[35]. Quelques objets sont référencés dans la base Palissy[34].
- Chapelle Notre-Dame de l'Olm. L'édifice a été inscrit au titre des monuments historiques en 1954[36]. Quelques objets sont référencés dans la base Palissy[36].
- Château de Lacoste inscrit au titre des monuments historiques en 1962[37].
- Musée du Machinisme Agricole et de l'Automobile.
- Musée des vieilles horloges.
- Dolmen du Pech Curet : dolmen simple composé de quatre orthostates latéraux (deux de chaque côté) délimitant une chambre sépulcrale de 2,90 mètres de long par 1,20 mètre de large ; le sol de la chambre était recouvert d'une unique dalle qui s'est fractionnée depuis. 44° 41′ 45″ N, 1° 17′ 12″ E

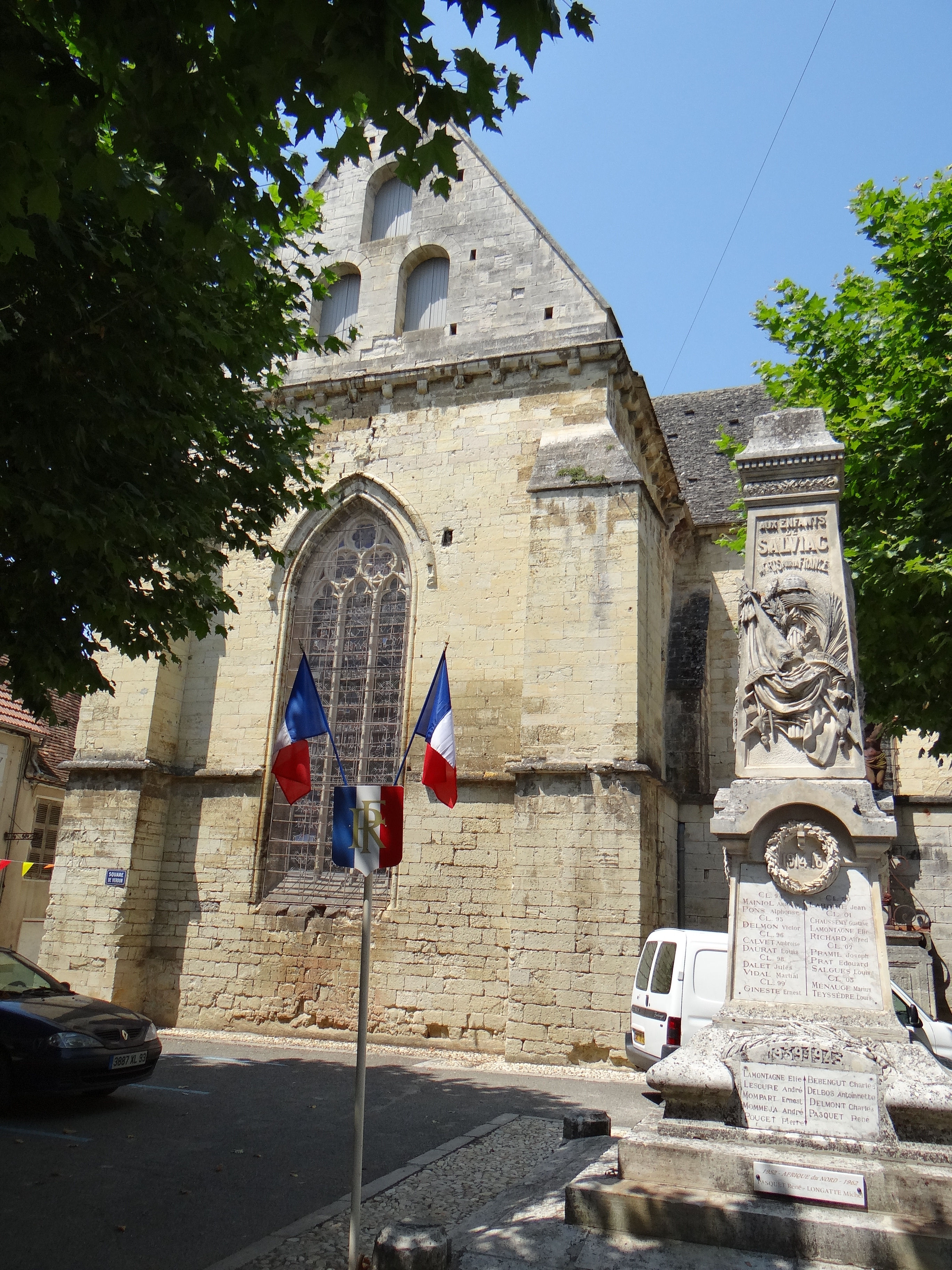
L'église Saint-Jacques-le-Majeur et le monument aux morts.
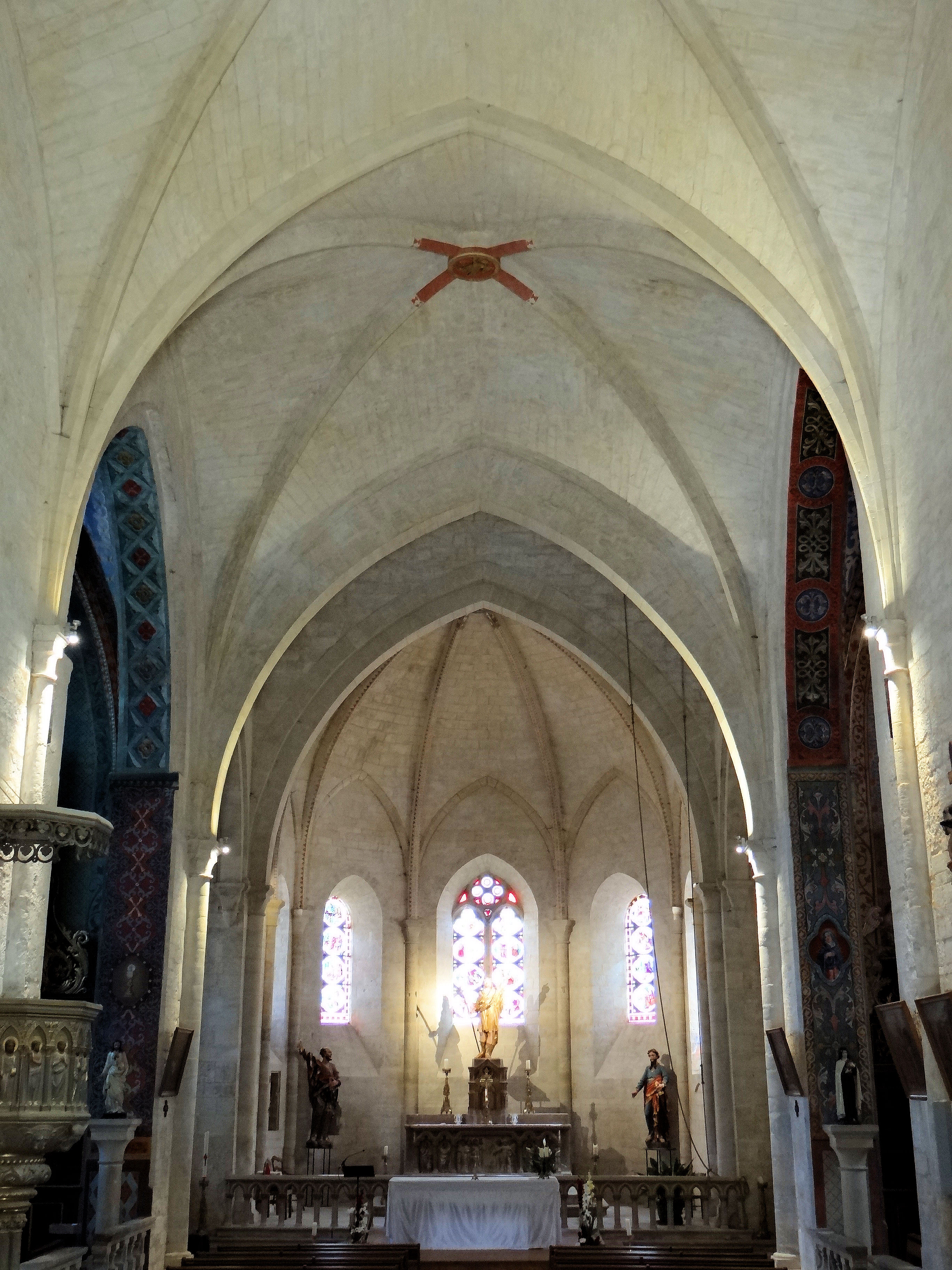
La nef de l'église Saint-Jacques-le-Majeur.
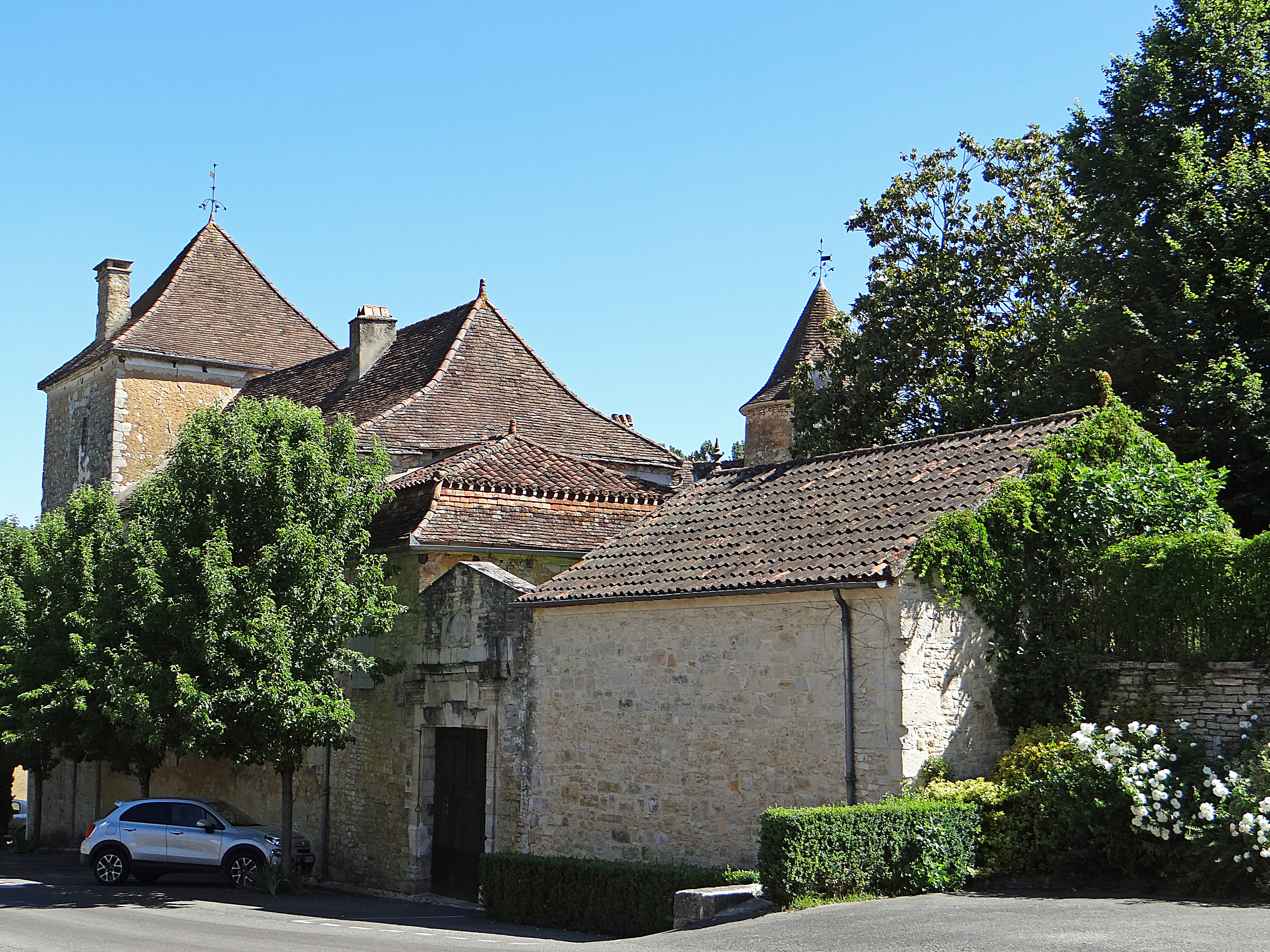
L'entrée du château de Lacoste
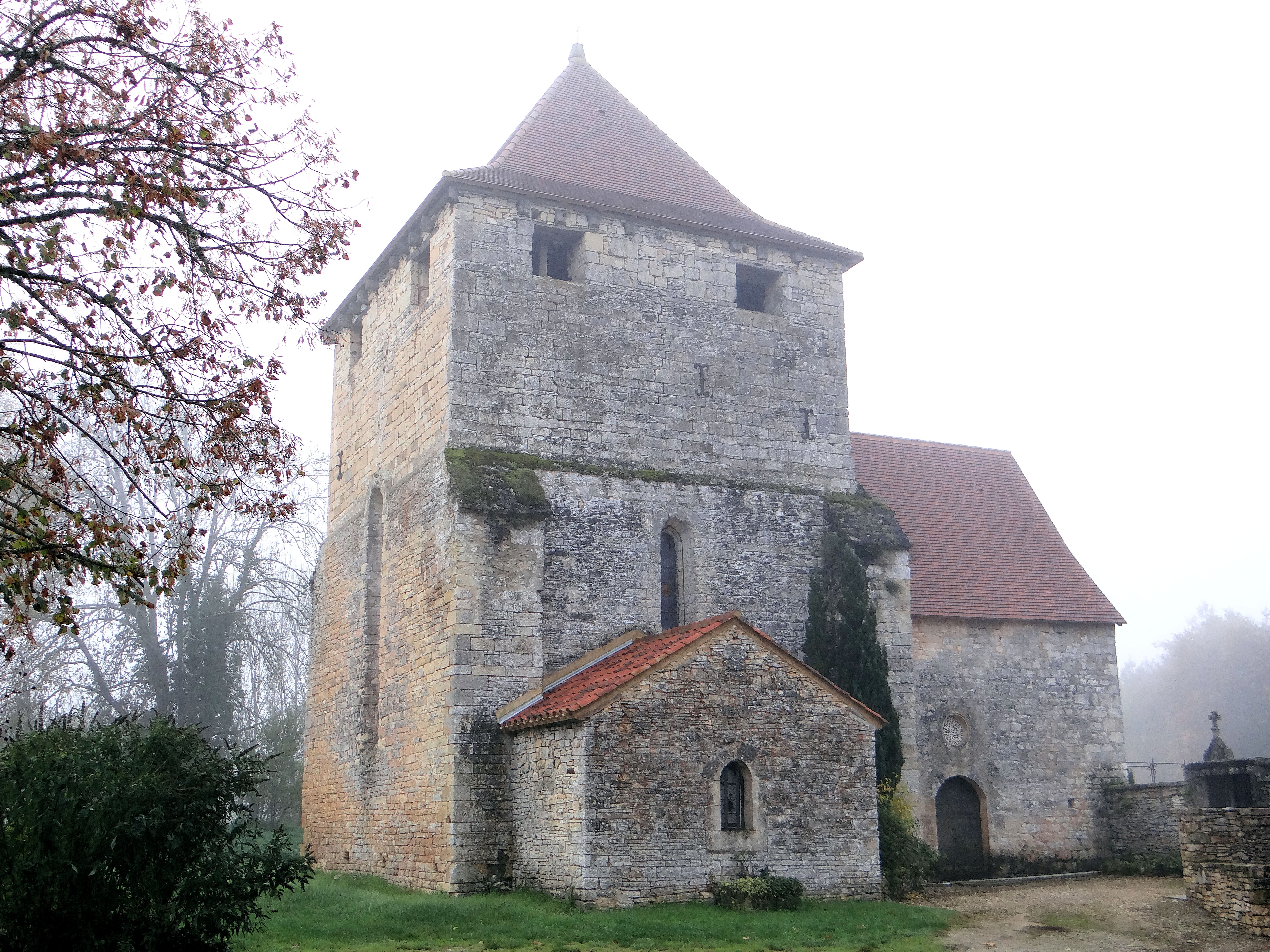
L'église Saint-Denis de Luziers.
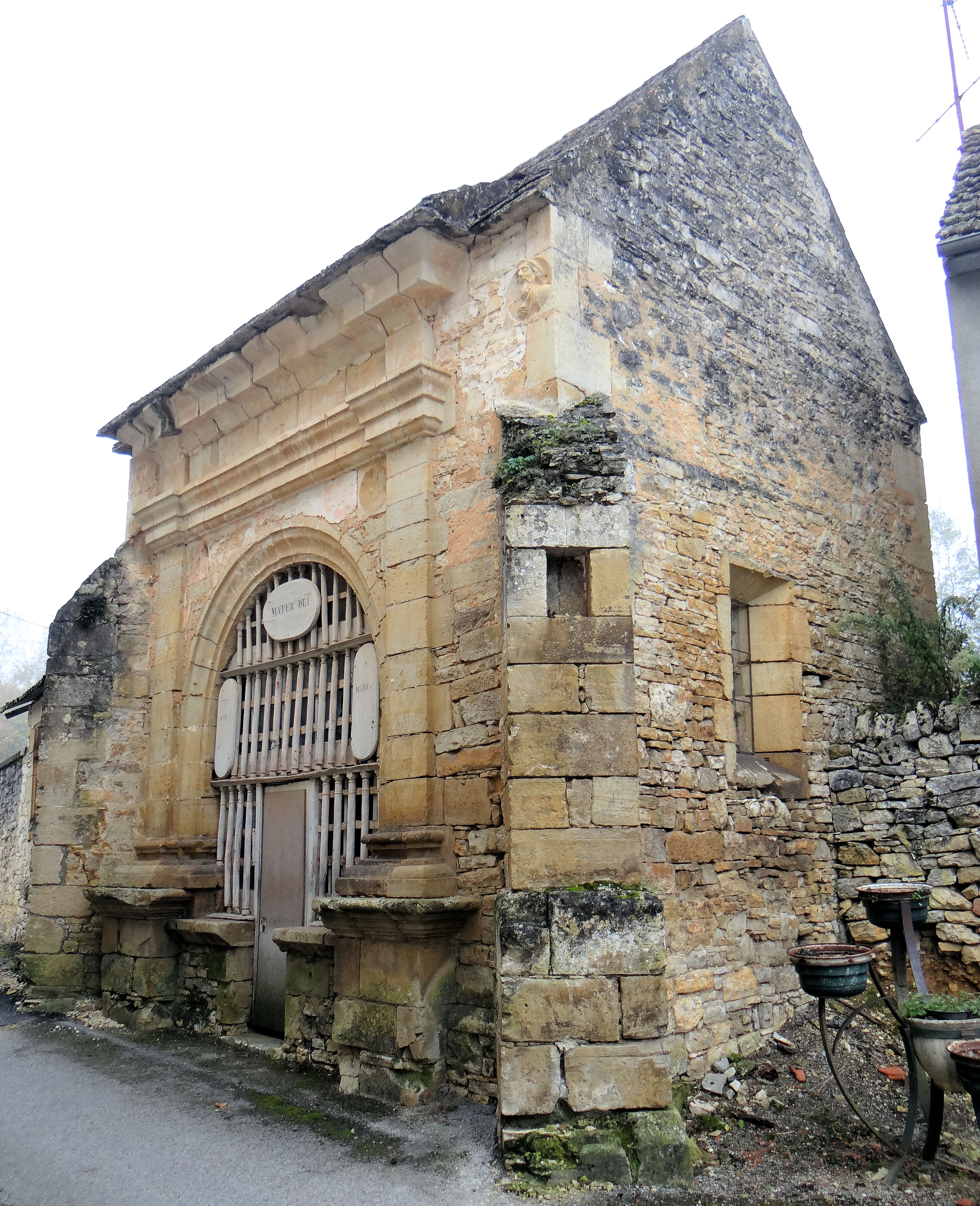
La chapelle Notre-Dame de l'Olm.

### Personnalités liées à la commune
- Abbé Paul Boisset (1917-2006), poète, compositeur, chanteur, et biographe du bienheureux Antoine Auriel-Constant, fut curé de Salviac.
- Émile Mompart (1898-1972), sculpteur aux convictions pacifistes et auteur de plusieurs monuments aux morts dans le département, est né à Salviac.

### Mesures
Salviac disposait, au moins au XVIIIe siècle, de mesures faisant autorité, en concurrence avec celles de Cahors, notamment pour le poids des céréales.

### Héraldique
| Blason de Salviac | Blason  | D'argent à la croix de gueules, cantonnée de quatre têtes d'aigle de sable. |
| Blason de Salviac | Détails | Le statut officiel du blason reste à déterminer.                            |